# Gran Premi de Gran Bretanya del 1974
Resultats del Gran Premi de la Gran Bretanya de Fórmula 1 de la temporada 1974, disputat al circuit de Brands Hatch el 20 de juliol del 1974.

## Resultats
| Pos | No  | Pilot                | Equip               | Voltes | Temps/ Retirada          | Pos. de sortida | Punts |
| --- | --- | -------------------- | ------------------- | ------ | ------------------------ | --------------- | ----- |
| 1   | 3   | Jody Scheckter       | Tyrrell - Ford      | 75     | 1h 43' 02. 2             | 3               | 9     |
| 2   | 5   | Emerson Fittipaldi   | McLaren - Ford      | 75     | + 15.3 s                 | 8               | 6     |
| 3   | 2   | Jacky Ickx           | Lotus - Ford        | 75     | + 1' 01.5 min.           | 12              | 4     |
| 4   | 11  | Clay Regazzoni       | Ferrari             | 75     | + 1' 07.2 min.           | 7               | 3     |
| 5   | 12  | Niki Lauda           | Ferrari             | 74     | + 1 Volta                | 1               | 2     |
| 6   | 7   | Carlos Reutemann     | Brabham - Ford      | 74     | + 1 Volta                | 4               | 1     |
| 7   | 6   | Denny Hulme          | McLaren - Ford      | 74     | + 1 Volta                | 19              |       |
| 8   | 16  | Tom Pryce            | Shadow - Ford       | 74     | + 1 Volta                | 5               |       |
| 9   | 8   | Carlos Pace          | Brabham - Ford      | 74     | + 1 Volta                | 20              |       |
| 10  | 1   | Ronnie Peterson      | Lotus - Ford        | 73     | + 2 Voltes               | 2               |       |
| 11  | 28  | John Watson          | Brabham - Ford      | 73     | + 2 Voltes               | 13              |       |
| 12  | 14  | Jean-Pierre Beltoise | BRM                 | 72     | + 3 Voltes               | 23              |       |
| 13  | 26  | Graham Hill          | Lola - Ford         | 69     | + 6 Voltes               | 22              |       |
| 14  | 19  | Jochen Mass          | Surtees - Ford      | 68     | + 7 Voltes               | 17              |       |
| Ret | 15  | Henri Pescarolo      | BRM                 | 64     | Motor                    | 24              |       |
| NC  | 37  | François Migault     | BRM                 | 62     | No classificat           | 14              |       |
| Ret | 33  | Mike Hailwood        | McLaren - Ford      | 57     | Virolla                  | 11              |       |
| Ret | 17  | Jean-Pierre Jarier   | Shadow - Ford       | 45     | Suspensions              | 16              |       |
| Ret | 9   | Hans Joachim Stuck   | March - Ford        | 36     | Accident                 | 9               |       |
| Ret | 4   | Patrick Depailler    | Tyrrell - Ford      | 35     | Motor                    | 10              |       |
| Ret | 20  | Arturo Merzario      | Iso Marlboro - Ford | 25     | Motor                    | 15              |       |
| Ret | 10  | Vittorio Brambilla   | March - Ford        | 17     | Prob. amb el combustible | 16              |       |
| Ret | 23  | Tim Schenken         | Trojan - Ford       | 6      | Suspensions              | 25              |       |
| Ret | 24  | James Hunt           | Hesketh - Ford      | 2      | Suspensions              | 6               |       |
| Ret | 27  | Peter Gethin         | Lola - Ford         | 0      | Probl. físics            | 21              |       |
| NVQ | 42  | David Purley         | Token - Ford        |        |                          |                 |       |
| NVQ | 18  | Derek Bell           | Surtees - Ford      |        |                          |                 |       |
| NVQ | 21  | Tom Belsø            | Iso Marlboro - Ford |        |                          |                 |       |
| NVQ | 208 | Lella Lombardi       | Brabham - Ford      |        |                          |                 |       |
| NVQ | 22  | Vern Schuppan        | Ensign - Ford       |        |                          |                 |       |
| NVQ | 29  | John Nicholson       | Lyncar - Ford       |        |                          |                 |       |
| NVQ | 25  | Howden Ganley        | Maki - Ford         |        |                          |                 |       |
| NVQ | 35  | Mike Wilds           | March - Ford        |        |                          |                 |       |
| NVQ | 43  | Leo Kinnunen         | Surtees - Ford      |        |                          |                 |       |

## Altres
- Pole: Niki Lauda 1' 19. 7

- Volta ràpida: Niki Lauda 1' 21. 1 (a la volta 25)